# ツボサン
ツボサン株式会社はやすりを中心とする切削工具の製造・販売を行なう日本の会社である。

## 概要
- 1928年（昭和3年）3月 - 梶山三兄弟により壺三鑢製作所が設立される。初代社長には梶山貴瑞一が就任。
- 1954年（昭和29年）11月 - 株式会社壺三鑢製作所に改組。二代目社長に梶山隼史が就任。
- 1961年（昭和36年）5月 - 中国製鋼株式会社に商号を変更。
- 1964年（昭和39年）12月 - やすり部門を独立し、壺三鈩株式会社を設立する。
- 1972年（昭和47年）8月 - 呉鈩工業団地に新工場が落成する。
- 1992年（平成4年）3月 - ツボサン株式会社に商号を変更。
- 2001年（平成13年）3月23日[1] - 日本のやすりメーカーとして初めてISO9001認証を取得[2]。
- 2007年（平成19年）6月 - 梶山重雄が社長に就任。

## 製品
- 鉄工やすり
- 組やすり
- 精密やすり
- ダイヤモンドやすり
- 外国製やすりの輸入販売
  - バローベ（正規代理店）
  - ニコルソン
  - フェロー
  - パスカル
  - ミッチェル